# الکساندر آبکرومبی
الکساندر آبکرومبی (انگلیسی: Alexander Abercromby; ۴ مارس ۱۷۸۴ – ۲۷ اوت ۱۸۵۳) فرد نظامی اهل پادشاهی متحد بریتانیای کبیر و ایرلند بود. وی همچنین برندهٔ جوایزی همچون نشان حمام و نشان سنت جورج شده‌است.